# Siengilej
Siengilej (ros. Сенгиле́й) – miasto w Rosji, w obwodzie uljanowskim. W 2010 roku liczyło 6958 mieszkańców. Znajduje się tu zarząd Parku Narodowego „Siengilejewskije gory”.